# Aeroportul Cascavel
Aeroportul Cascavel (IATA: CAC, ICAO: SBCA) este un aeroport din Paraná, Brazilia ce deservește zona Cascavel. Aeroportul a fost tranzitat în 2022 de 279.027 de pasageri. A fost numit după zona deservită.
Situat la o altitudine de 754 m, aeroportul dispune de 1 pistă. Este operat de Cascavel.

## Infrastructură

### Piste
Aeroportul dispune de o singură pistă. Pista 15/33 are suprafața de asfalt și dimensiunile 1.615 m × 30 m. 